# Daniel Glattauer
Daniel Glattauer (n. 19 mai 1960, Viena, Austria) este un scriitor și jurnalist austriac.

## Biografie
Daniel Glattauer a crescut districtul al 10-lea al Vienei districtul Favoriten și a urmat școala Neulandschule dinLaaer Berg. În 1978 a absolvit liceul iar din 1979 a studiat pedagogia și istoria artei. După ce și-a terminat studiile în 1985, a scris inițial pentru Die Presse timp de aproximativ trei ani, apoi a trecut la noul cotidian Der Standard, unde a fost responsabil pentru rubrici, rapoarte de instanță și feuilletonuri, din 1989 până în 2009.
Mai presus de toate, Glattauer a devenit cunoscut pentru coloanele sale pline de umor sub abrevierea „dag”, care alterna cu cele de „rau” (Hans Rauscher) pe prima pagină a așa-numitului Einserkastl. După mai bine de 20 de ani, a părăsit echipa editorială Standard, când a fost publicat romanul Alle sieben Wellen. Colecțiile coloanelor sale sunt apărute sub formă de carte sub numele Die Ameisenzählung, Die Vögel brüllen, Schauma mal und Mama, jetzt nicht!.
Romanul său Der Weihnachtshund a fost filmat pentru televiziune de Michael Keusch în 2004, iar romanul său Darum pentru cinema trei ani mai târziu, regizat de Harald Sicheritz.
Romanul său Gut gegen Nordwind, publicat în 2006, a fost nominalizat la Deutschen Buchpreis în același an. Într-o formă modernă a romanului epistolar, este vorba despre o corespondență accidentală prin e-mail între un bărbat singur și o femeie căsătorită. Romanul a devenit un bestseller; versiunea pe scenă pe 7 mai 2009 la Wiener Kammerspiele. 2019 a fost urmat de filmările regizoarei germane Vanessa Jopp cu Nora Tschirner și Alexander Fehling în rolurile principale. Continuarea, Alle sieben Wellen, a fost lansată în 2009.
Piesa lui Glattauer Die Wunderübung, regizat de Michael Kreihsl, a avut premiera în ianuarie 2015 la Theater in der Josefstadt și ecranizată de Kreihsl în 2017. În septembrie 2018, comedia sa Vier Sternstunden a avut premiera la Wiener Kammerspiele, regizat de Michael Kreihsl și cu August Zirner în rolul lui Frederic Trömerbusch, Martina Ebm în rolul Lisei, Susa Meyer în rolul Mariella Brem și Dominic Oley în rolul lui David-Christian Reichenshoffer. Romanul său Gift a fost ecranizat în 2018 de Daniel Prochaska, cu Thomas Stipsits, Tristan Göbel și Julia Koschitz în rolurile principale.
Lucrările lui Glattauer au fost traduse în peste 35 de limbi. Fratele său mai mare Nikolaus Glattauer este, de asemenea, scriitor.

## Opere
- Theo und der Rest der Welt. Döcker Verlag, Viena 1997, ISBN 3-85115-244-1 .
- Bekennen Sie sich schuldig? Povești din Casa Cenușie. Döcker Verlag, Viena 1998, ISBN 3-85115-261-1 .
- Der Weihnachtshund. Deuticke Verlag, Viena/München 2000, ISBN 3-216-30530-9 .
- Die Ameisenzählung. Comentarii despre viața de zi cu zi din The Standard . Deuticke Verlag, Viena 2001, ISBN 3-216-30606-2 .
- Darum. Roman. Deuticke Verlag, Viena/ Frankfurt pe Main 2002, ISBN 3-216-30677-1 .
- Die Vögel brüllen. Comentarii despre viața de zi cu zi. Deuticke Verlag, Viena 2004, ISBN 3-216-30729-8 .
- Gut gegen Nordwind. Roman. Deuticke Verlag, Viena 2006, ISBN 3-552-06041-3 .
- Falsch verbunden. Operă scurtă în 15 minute. Muzică de Johanna Doderer, libret . Premieră mondială în 2007 la teatrul de operă Sirene .
- Rainer Maria sucht das Paradies. Cu ilustrații de Johanna Roither. Deuticke Verlag, Viena 2008, ISBN 978-3-552-06082-1 .
- Alle sieben Wellen. Roman. Deuticke Verlag, Viena 2009, ISBN 978-3-552-06093-7 .
- Schauma mal. Coloane din viața de zi cu zi. Deuticke Verlag, Viena 2009, ISBN 978-3-552-06094-4 .
- Der Karpfenstreit. Die schönsten Weihnachtskrisen. Cu imagini de Michael Sowa, Sanssouci, München 2010, ISBN 978-3-8363-0243-2 .
- Theo. Antworten aus dem Kinderzimme. antologie . Deuticke Verlag, Viena 2010, ISBN 978-3-552-06140-8 .
- Mama, jetzt nicht! Coloane din viața de zi cu zi. Deuticke Verlag, Viena 2011, ISBN 978-3-552-06167-5 .
- Ewig Dein . Roman. Deuticke Verlag, Viena 2012, ISBN 978-3-552-06181-1 .
- Die Wunderübung. comedie de teatru. Deuticke Verlag, Viena 2014, ISBN 978-3-552-06239-9 . ( filmat în 2017 regizat de Michael Kreihsl)
- Geschenkt. Roman. Deuticke Verlag, Viena 2014, ISBN 978-3-552-06257-3 .
- Vier Stern Stunden. comedie de teatru. Deuticke Verlag, Viena 2018, ISBN 978-3-552-06378-5 .
- Die Liebe Geld: Eine Komödie, Paul-Zsolnay-Verlag, Viena 2020, ISBN 978-3-552-07203-9, premiera mondială 2020 în Wiener Kammerspiele
- Die spürst du nicht. Roman. Paul-Zsolnay-Verlag, Viena 2023, ISBN 978-3-552-07333-3 .

Cărți audio
- 2015, Gut gegen Nordwind, integral, citit de Andrea Sawatzki și Christian Berkel, 4 CD-uri, ISBN 978-3-86909-173-0 .
- 2014, Geschenkt, integral, citit de Heikko Deutschmann, 8 CD-uri, ISBN 978-3-8449-1057-5 .
- 2014, Ewig Dein, prescurtat, citit de Andrea Sawatzki, 4 CD-uri, ISBN 978-3-86909-163-1 .
- 2014, Exercițiul miraculos, integral, citit de Andrea Sawatzki, Christian Berkel, Wolfram Koch și Peter Jordan, 2 CD-uri, ISBN 978-3-8449-0909-8
- 2012, Câinele de Crăciun, prescurtat, citit de Peter Jordan, Ulrike Grote 4 CD-uri, ISBN 978-3-89903-450-9 .
- 2012, Ewig Dein, prescurtat, citit de Andrea Sawatzki, 4 CD-uri, ISBN 978-3-89903-349-6 .
- 2011, Rainer Maria sucht das Paradies, integral, citit de Peter Jordan, 1 CD-uri, ISBN 978-3-89903-342-7 .
- 2011, Mama, jetzt nicht!, Selecție, Daniel Glattauer, 1 CD, ISBN 978-3-89903-341-0 .
- 2011, Alle sieben Wellen - The radio play, radio play, Eva Herzig, Michael Dangl, 2 CD-uri, ISBN 978-3-89903-649-7 .

## Opere traduse în limba română
- Toate cele șapte valuri. Trei, București 2012
- Dragoste virtuală. Trei, București 2012

## Filmografie (selecție)
- 2018: Die Wunderübung
- 2018: Geschenkt
- 2019: Gut gegen Nordwind